# Disa tysonii
Disa tysonii là một loài thực vật có hoa trong họ Lan. Loài này được Bolus mô tả khoa học đầu tiên năm 1889.